# 周同甫
周同甫（1946年—），汉族，中华人民共和国政治人物、第十一届全国政协委员。
加入九三学社，担任九三学社中央委员、四川省委副主委、四川大学华西第二医院教授。2008年，当选第十一届全国政协委员，代表教育界，分入第四十组。